# Soupe aux choux
Pour les articles homonymes, voir La Soupe aux choux.
 (mars 2015).

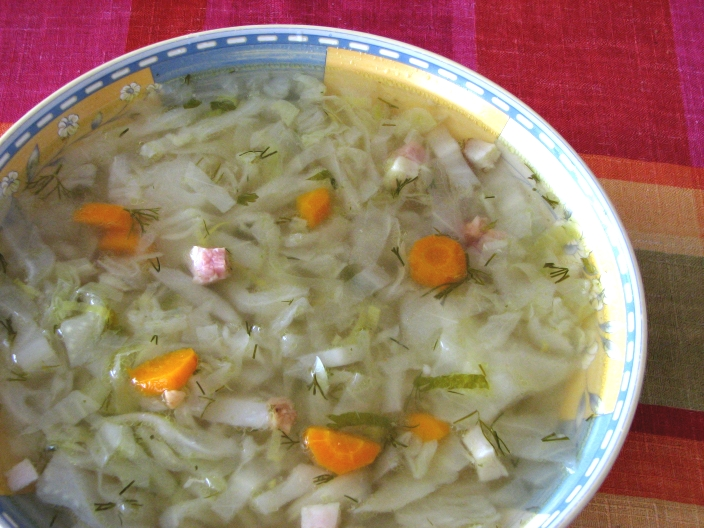
Une soupe aux choux polonaise.

La soupe aux choux est une soupe dont l’ingrédient de base est le chou.
En raison de sa facilité à cultiver et de son coût relativement peu élevé, le chou entre comme ingrédient principal dans des soupes appartenant à la gastronomie de nombreux pays.

## Culture populaire
La réputation salutaire et naturelle du chou a fait idéaliser la soupe aux choux, qui est une des manières les plus connues de consommer cette plante dotée de vertus quasi-magiques, comme l’archétype du mets pastoral incarnant un retour symbolique aux sources rustiques. Un régime intitulé « régime soupe aux choux » circule, par exemple, dans le monde anglophone, selon lequel l’adepte est censé perdre 4,5 kg en une semaine en s’alimentant principalement de soupe aux choux. Les bienfaits allégués de ce régime n'ont pas pu être étayés par un protocole scientifique rigoureux. Dans la culture francophone, c’est plutôt autour de la littérature que la soupe aux choux a laissé sa marque, figurant dans des chansons, des pièces comme La Soupe au chou, comédie en un acte en prose de 1870 de Marc Monnier, ou faisant l’objet de romans comme La Soupe aux choux, roman de René Fallet, paru en 1980, et mis en scène au cinéma en 1981 par Jean Girault dans La Soupe aux choux.

## Europe
En Europe centrale et en Europe de l’Est, la soupe aux choux est également fort populaire, notamment le chtchi où, plus particulièrement en Russie, le principal ingrédient est le chou.

### France
La version française de ce potage offre la particularité de respecter l’intégrité gustative et visuelle de son ingrédient principal pour rester en phase avec la révolution culinaire qui a fait passer, au XVIIe siècle, la gastronomie française à l’ère moderne en abandonnant les saveurs lourdement épicées héritées de la cuisine du Moyen Âge au profit des saveurs naturelles des produits, notamment sous l’égide de François Pierre de La Varenne, auteur d’une recette et qui a résumé sa philosophie à ce sujet en ces mots : « Quand je mange une soupe aux choux, je veux qu’elle ait goût de chou. »
En 1858, Louis-Eustache Audot en a livré, dans La Cuisinière de la campagne et de la ville, deux versions possibles :

« Soupe aux choux.

Mettez la marmite au feu avec l’eau et le lard, le petit salé ou autre viande ; quand tout cela a bouilli une heure, vous ajoutez un chou, des carottes, navets, poireaux, céleri, ognon piqué d’un clou de girofle, sel, et, si vous voulez, un cervelas ; il faut en tout 4 heures. Si on met des pommes de terre, il ne faut les ajouter qu’une heure avant de servir. Le chou entier, les carottes, navets, viande, lard et cervelas seront servis sur un plat après la soupe.
En maigre :
Faites blanchir un chou, égouttez et coupez en petits morceaux ; mettez-le dans la marmite quand l’eau est bouillante avec carottes, navets, poireaux, ognon piqué d’un clou de girofle, céleri, sel et poivre ; une heure avant de servir ajoutez quelques pommes de terre et ensuite du beurre. »

Quatre décennies plus tard, Auguste Colombié, dans son Traité pratique de cuisine bourgeoise de 1894, en donne également deux versions « à la mode de la ville ou de la campagne » :

« Soupe aux choux.

Pour faire une bonne soupe aux choux, il y a deux manières d’opérer, suivant que l’on veut la faire à la mode de la ville ou de la campagne. Dans le premier cas, voici comment on opère : Mettez votre marmite ou votre casserole au feu avec l’eau et le sel, et, en attendant qu’elle bouille, triez bien les choux ; ne pas mettre les feuilles vertes, ni les couper trop fin, les plonger dans l’eau froide ; peler une ou deux pommes de terre (suivant la grosseur) et par personne, laver le tout avec soin, les ajouter dans la casserole quand l’eau bouillonne un peu fort, une gousse d’ail écrasée, laisser cuire vingt-cinq minutes. Écraser les pommes de terre avec une fourchette en les soulevant sur une écumoire, ajouter 20 grammes de beurre par personne, et verser dans une soupière dans laquelle vous aurez taillé du pain rassis en tranches fines et pas trop grandes ; couvrir quelques minutes et servir.
Pour la faire à la paysanne, on prend la même quantité de choux et de pommes, plus 30 grammes de lard gras par personne, on le hache sur la table avec la gousse d’ail, à l’aide d’un fort couteau dont la lame a été trempée dans l’eau bouillante ; cela empêche le lard de se coller et de sauter en le relevant, on l’ajoute avec le chou dans l’eau bouillante : procéder pour le reste ainsi que ci-dessus. »

Il existe en France des variétés régionales bien définies de soupes où le chou joue un rôle central, comme la garbure gasconne. 